# ハルウタ (hy4 4yhの曲)
『ハルウタ』は、hy4_4yhによる7枚目のシングル。2010年4月18日発売。発売元はザ・レーベル。

## 収録曲
1. ハルウタ（4:40）
作詞・作曲：江崎マサル
2. 君！きみ！キミ！KIMI！（3:02）
作詞・作曲：江崎マサル
3. UTATTA（4:52）
作詞・作曲：江崎マサル